# Peri
För andra betydelser, se Peri (olika betydelser).

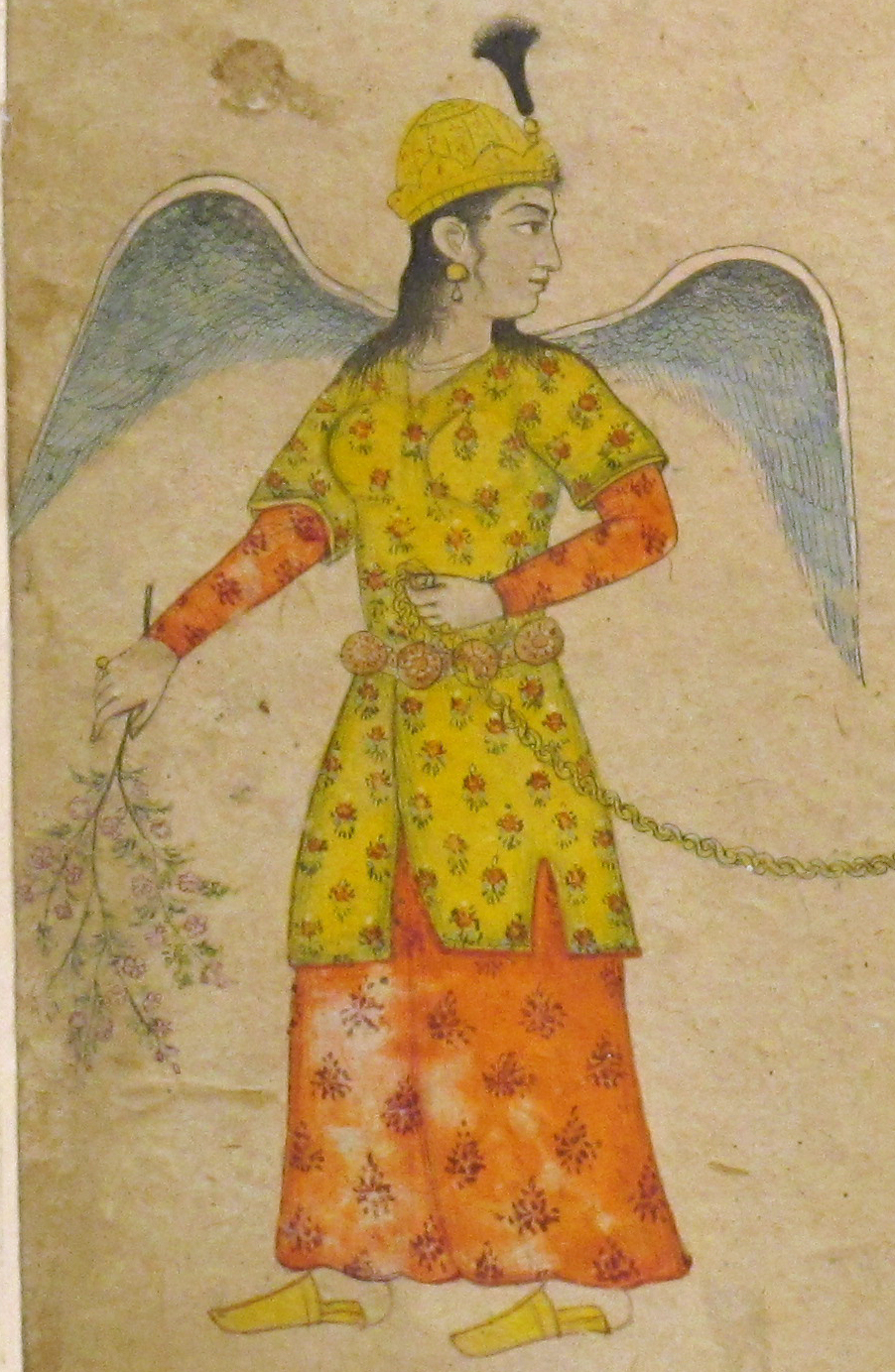
Peri. Detalj ur 1800-tals målning.

Peri eller pari (persiska پری ) är ett väsen som förekommer i den persiska mytologin. De är ättlingar till fallna änglar som har nekats inträde till paradiset tills de gjort bot. I tidiga källor beskrivs de som onda; i senare är de välvilligt inställda. De liknar bevingade älvor, och besöker ibland de dödligas värld.
Diver var onda varelser som plågade peri genom att stänga in henne i järnbur eftersom de inte ville delta i upproret mot det goda.
I baletten La Péri av den  franske tonsättaren Paul Dukas framställs Peri som väktare av den lotusblomma som ger ett evigt liv.
Pari är ett vanligt persiskt och kurdiskt kvinnonamn; ett vanligt turkiskt kvinnonamn är Perihan som betyder Peris (eller älvornas) drottning.